# Menno Dijkstra
Menno Lodewijk Dijkstra (Standdaarbuiten, 11 de enero de 1997) es un baloncestista holandés que pertenece a la plantilla del KK Pärnu de la Alexela Korvpalli Meistriliiga. Con 2,13 metros de estatura, juega en la posición de pívot.

## Trayectoria deportiva
Es un pívot holandés formado en la Canarias Basketball Academy y en 2015, se marcharía a Estados Unidos para ingresar en la Universidad de California en Riverside, disputando cuatro temporadas con los UC Riverside Highlanders de la división I de la NCAA y su mejor temporada fue la última, en el que terminó con 8,1 puntos, 4,2 rebotes, 1 asistencia y 22,1 minutos de media.
En la temporada 2019-20, firma por el Bàsquet Girona de Liga LEB Plata, con el que promedió 9,4 puntos, 4,7 rebotes y valorando 10,1 puntos en casi 24 minutos de media. Debido a la suspensión de la liga por la pandemia, lograría el ascenso a Liga LEB Oro.
En la temporada 2020-21, firma por el Hestia Menorca de Liga LEB Plata, conjunto vinculado al Club Joventut de Badalona.
El 29 de julio de 2021, firma por el Juaristi ISB de la Liga LEB Oro. En el conjunto vasco logró la permanencia y Dijkstra jugó una media de 20 minutos en los que anotó 6,6 puntos y cogió 3,9 rebotes por partido valorando una media de 7,7.
El 29 de junio de 2022, firma por el TAU Castelló de la LEB Oro.
El 26 de septiembre de 2023, firma por el KK Pärnu de la Alexela Korvpalli Meistriliiga.

### Internacional
Jugaría encuentros con la Selección de baloncesto de los Países Bajos sub-16, sub-18 y sub-20.